# Mesolecanium nocturnum
Mesolecanium nocturnum är en insektsart som först beskrevs av Cockerell och Parrott in Cockerell 1899.  Mesolecanium nocturnum ingår i släktet Mesolecanium och familjen skålsköldlöss. Inga underarter finns listade i Catalogue of Life.